# Íntimo & Pessoal
Up Close & Personal (bra/prt: Íntimo & Pessoal) é um filme estadunidense de 1996, dos gêneros romance e drama, dirigido por Jon Avnet, e estrelado por Michelle Pfeiffer e Robert Redford.

## Sinopse
Tally Atwater (Michelle Pfeiffer) é uma jovem ambiciosa com muito desejo de sucesso na televisão e Warren Justice (Robert Redford), um jornalista veterano e ex-correspondente da Casa Branca encarregado das notícias em um canal de Miami. Eles vivem uma história de amor e se ajudam no trabalho. Chegando ao topo da televisão.

## Elenco
- Robert Redford – Warren Justice
- Michelle Pfeiffer – Sally “Tally” Atwater
- Stockard Channing – Marcia McGrath
- Joe Mantegna – Bucky Terranova
- Kate Nelligan – Joanna Kennelly
- Glenn Plummer – Ned Jackson
- James Rebhorn – John Merino
- Scott Bryce – Rob Sullivan
- Raymond Cruz – Fernando Buttanda
- Dedee Pfeiffer – Luanne Atwater
- Miguel Sandoval – Dan Duarte
- James Karen – Tom Orr
- Dedee Pfeiffer - Luanne Atwater
- Michael Laskin – IBS Director

## Prêmios
A música Because You Loved Me, escrita por Diane Warren e interpretada por Céline Dion, foi indicada ao Oscar de Melhor Canção Original e ao Globo de Ouro na mesma categoria, ganhando finalmente o Grammy Award de Melhor Canção do Filme.